# Heike Meißner
Heike Meißner (* 29. Januar 1970 in Dresden), ehemalige deutsche Leichtathletin und Olympiateilnehmerin, die bei den Europameisterschaften 2002 in München Silber über 400 Meter Hürden gewann. Bei den Europameisterschaften 1994 gewann sie die Bronzemedaille mit der deutschen 4-mal-400-Meter-Staffel, zusammen mit Karin Janke, Uta Rohländer und Anja Rücker.
Heike Meißner ist studierte Grundschullehrerin und startete zuletzt für den LAC Erdgas Chemnitz (vorherige Vereine: SC Einheit Dresden, Dresdner SC, SC Magdeburg). Ihr Trainer war Dietmar Jarosch. Ihre Spezialstrecke waren die 400 Meter Hürden, sie machte aber auch einen Ausflug auf die 800-Meter-Distanz, wo sie bei den Europameisterschaften 1998 in Budapest Sechste wurde. Sie beendete im Jahr 2003 ihre Karriere. Während ihrer aktiven Laufbahn war sie 1,73 m groß und wog 56 kg.

## Erfolge
| Jahr | Erfolg                                                      | Disziplin        | Leistung    |
| ---- | ----------------------------------------------------------- | ---------------- | ----------- |
| 1989 | Junioreneuropameisterin                                     | 4 × 400 Meter    |             |
| 1989 | 3. Platz Junioreneuropameisterschaften                      | 400 Meter Hürden |             |
| 1991 | 7. Platz Weltmeisterschaften                                | 400 Meter Hürden | 55,26 s     |
| 1991 | Deutsche Meisterin                                          | 400 Meter Hürden |             |
| 1992 | 6. Platz Olympische Spiele                                  | 4 × 400 Meter    |             |
| 1992 | Teilnahme Olympische Spiele (im Vorlauf ausgeschieden)      | 400 Meter Hürden | 55,62 s     |
| 1992 | Deutsche Meisterin                                          | 400 Meter Hürden |             |
| 1993 | 5. Platz Weltmeisterschaften                                | 4 × 400 Meter    |             |
| 1993 | Teilnahme Weltmeisterschaften (im Halbfinale ausgeschieden) | 400 Meter Hürden | 54,64 s     |
| 1993 | Universiade-Siegerin                                        | 400 Meter Hürden |             |
| 1994 | 3. Platz Europameisterschaften                              | 4 × 400 Meter    | 3:24,10 min |
| 1995 | 4. Platz Weltmeisterschaften                                | 400 Meter Hürden | 54,86 s     |
| 1995 | Universiade-Siegerin                                        | 400 Meter Hürden |             |
| 1995 | Deutsche Meisterin                                          | 400 Meter Hürden |             |
| 1996 | 5. Platz Olympische Spiele                                  | 400 Meter Hürden | 54,03 s     |
| 1998 | 6. Platz Europameisterschaften                              | 800 Meter        |             |
| 2001 | Deutsche Meisterin                                          | 400 Meter Hürden |             |
| 2002 | Vizeeuropameisterin                                         | 400 Meter Hürden | 55,89 s     |
| 2002 | Deutsche Meisterin                                          | 400 Meter Hürden |             |
| 2003 | European Indoor Cup                                         | 800 Meter        | 2:05,31 min |

## Persönliche Bestleistungen
| Disziplin         | Leistung    | Datum             | Ort       |
| ----------------- | ----------- | ----------------- | --------- |
| 400 Meter         | 53,19 s     | 6. September 2002 | Berlin    |
| 400 Meter (Halle) | 53,19 s     | 9. Februar 2001   | Chemnitz  |
| 400 Meter Hürden  | 54,03 s     | 31. Juli 1996     | Atlanta   |
| 800 Meter         | 1:59,50 min | 12. August 1998   | Zürich    |
| 800 Meter (Halle) | 1:59,74 min | 1. Februar 1998   | Stuttgart |

## Leistungsentwicklung
| Jahr | 400 Meter Hürden (in s) | 800 Meter (in min) |
| ---- | ----------------------- | ------------------ |
| 1986 | 59,61                   | 2:19,2             |
| 1987 | 60,99                   | 2:20,4             |
| 1988 | -                       | -                  |
| 1989 | 56,77                   | -                  |
| 1990 | 56,78                   | -                  |
| 1991 | 54,77                   | -                  |
| 1992 | 55,09                   | -                  |
| 1993 | 54,64                   | -                  |
| 1994 | 54,52                   | -                  |
| 1995 | 54,86                   | 1:59,75            |
| 1996 | 54,03                   | -                  |
| 1997 | -                       | -                  |
| 1998 | 56,05                   | 1:59,50            |
| 1999 | 56,29                   | 2:00,76            |
| 2000 | 54,84                   | -                  |
| 2001 | 55,03                   | -                  |
| 2002 | 55,67                   | -                  |
| 2003 | 55,00                   | -                  |